# میفونه کیوزو
میفونه کیوزو (به ژاپنی: 三船久蔵)، بزرگ‌ترین رزمی‌کار هنر ورزشی جودو است که نام او بعد از جیگورو کانو (بنیان‌گذار این هنر) طبقه‌بندی شده‌است. بسیاری از مردم او را به عنوان تکنیکی‌ترین رزمی‌کار تاریخ جودو بعد از کانو جیگورو می‌شناسند. او در سال ۱۳۴۲ به دریافت نشان خورشید فروزان نائل آمد.